# Juan Pradenas Muñoz
Juan Pradenas Muñoz (Lebu, 13 de febrero de 1890 - Santiago, 9 de octubre de 1966) fue un periodista y político chileno, miembro del Partido Democrático, del que fue presidente por un periodo de diez años. Se desempeñó como diputado, senador, y ministro del Trabajo durante los gobiernos de los presidentes radicales Pedro Aguirre Cerda y Gabriel González Videla.

## Familia y estudios
Nació en Lebu (Chile), el 13 de febrero de 1890; hijo de Fermín Pradenas y Rosario Muñoz, realizó sus estudios en el Liceo de Hombres de Lebu, trasladándose por motivos laborales a Talcahuano, donde publicó el periódico llamado Adelante y en Lota fundó el periódico La Región Minera, los cuales estaban destinados a defender los derechos de los obreros de la zona del carbón. Fue el iniciador del 1° Congreso Minero, realizado en Coronel, en septiembre de 1920, en unión de su correligionario, Juan Vargas Márquez. En este Congreso participaron los trabajadores de las minas de la zona penquista.
Se casó con Blanca Zúñiga, con quien tuvo cinco hijos: Juan Lenin, Luis Enrique, Blanca Amelia, Fernando y Enrique.

## Carrera política
Su actividad política se inició como militante del Partido Democrático, siendo uno de sus fundadores.
En las elecciones parlamentarias de 1921, fue elegido como diputado por Lautaro, por el periodo legislativo 1921-1924; derrotando en una violenta campaña al radical Juan Antonio Ríos. Durante su gestión integró la Comisión Permanente de Legislación Social y fue diputado reemplazante en la Comisión Permanente de Policía Interior, también integró la Comisión Conservadora para el receso de 1922-1923. Además, se desempeñó como representante del poder ejecutivo en la Empresa de Ferrocarriles del Estado, en julio de 1924. Tras el llamado Ruido de sables, volvió a la Cámara de Diputados, tras ser elegido en las elecciones parlamentarias de ese año, pero esta vez representando a Santiago, por el período 1924-1927; integró la Comisión Permanente de Legislación Social, la que presidió. Sin embargo no logró finalizar su periodo parlamentario, debido a que fue disuelto el Congreso Nacional, el 11 de septiembre de 1924, por decreto de una Junta de Gobierno, establecida tras un golpe de Estado.
Tras abandonar el Congreso, en 1925 fue elegido vicepresidente de su partido, empezando su consolidación como uno de los hombres fuertes de la colectividad demócrata, es así como en el polémico Congreso Termal de 1930, ganó un escaño como diputado por la Segunda Circunscripción Departamental (correspondiente a los departamentos de Tocopilla, El Loa, Antofagasta y Taltal), por el periodo 1930-1934; fue diputado reemplazante en la Comisión Permanente de Gobierno Interior; y en la de Hacienda; e integró la Comisión Permanente de Trabajo y Previsión Social. Sin embargo, nuevamente no finalizaría su periodo debido a que el Congreso Nacional fue disuelto tras el golpe de Estado del 4 de junio de 1932 que derrocó al gobierno del radical Juan Esteban Montero.
Paralelamente, en 1932 logró hacerse con la presidencia del Partido Democrático, de tendencia centroizquierdista, el que dirigió durante diez años consecutivos, siendo parte de la conformación del Frente Popular, hasta 1942.
Fue a las elecciones parlamentarias de 1932, como candidato a senador, y resultó electo, por la Cuarta Agrupación Provincial (Santiago), por el período 1933-1941; ocupó la vicepresidencia del Senado desde el 22 de mayo hasta el 11 de julio de 1934. Integró la Comisión Permanente de Hacienda, Comercio y Empréstitos Municipales; y la de Trabajo y Previsión Social, la que presidió. En el segundo período de su senaturía, cambió de nombre la Comisión de Hacienda y Presupuestos, la que continuó integrando, con este último nombre.
En ese periodo fue crítico con el gobierno del presidente Arturo Alessandri durante la masacre de Ránquil, aunque siempre tuvieron una relación cercana, llegando a designar éste a Pradenas como su versión personal del ministro francés Georges-Jacques Danton.[cita requerida]
Como fundador del Frente Popular, fue colaborador del gobierno del presidente Pedro Aguirre Cerda, quien lo nombró como ministro del Trabajo, cargo que ejerció desde el 12 de marzo de 1940 hasta el 2 de abril de 1942 con algunos pequeños intervalos, en que fue subrogado. Debido al aceptar el cargo de ministro de Estado, debió abandonar el Senado, siendo reemplazado por Máximo Venegas Sepúlveda.
Como ministro, mantuvo el cargo incluso tras la muerte del presidente, pero no fue confirmado por Juan Antonio Ríos, siendo reemplazado por Esteban Leyton. Es en esta época cuando siendo delegado a la Asamblea General de las Naciones Unidas (ONU), y participando en la Conferencia Internacional del Trabajo (CIT) celebrada en Canadá en 1941, donde logró cargos directivos, inició una carrera diplomática que lo hará ser cónsul general de Chile en el estado de California, Estados Unidos y en México D. F. durante 1954 y 1955, siendo además de presidente de la Federación de Cónsules y presidente de la Junta Provincial de la Federación Obrera de Chile.
Volvió a ostentar el cargo de ministro del Trabajo: entre el 14 de enero de 1947 y el 23 de octubre de 1947, bajo el gobierno del también presidente radical Gabriel González Videla, siendo reemplazado en el puesto por el médico José Santos Salas.
Su rápido ascenso en política proviniendo de una clase media emergente provinciana, que además, inició su trayectoria con raigambre en sectores obreros para terminar siendo un eterno hombre de la administración, incluso siendo diplomático, le valió las críticas de la revista satírica Topaze, que en la época en que era el hombre fuerte de su partido lo dibujaba con un característico sombrero que Pradenas solía utilizar y lo apodaba Chambergo, señalándolo como símbolo de arribismo y enriquecimiento a costa de cargos públicos.
Tras haber sido sondeado para una precandidatura presidencial en 1952 y abandonar la carrera consular en los a mediados de la década de 1950, falleció en Santiago el 9 de octubre de 1966, a los 76 años.